# George White
George White (nato George Weitz; New York, 12 marzo 1892 – Hollywood, 11 ottobre 1968) è stato un produttore teatrale statunitense, sceneggiatore, impresario, regista, attore. Dal 1919 al 1939 fu uno dei personaggi più importanti della rivista musicale USA.

## Biografia
Nato a New York, George White lavorò a Broadway dove, ispirandosi alle Ziegfeld Follies, produsse una serie di riviste musicali che presero il nome di George White's Scandals. Gli Scandals furono trampolino di lancio per alcuni dei nomi più noti del teatro leggero americano: W.C. Fields, the Three Stooges, Ray Bolger, Helen Morgan, Ethel Merman, Ann Miller, Bert Lahr, Rudy Vallee furono i nomi di punta delle riviste di White.
Louise Brooks e Eleanor Powell, più o meno vestite, salirono e scesero le scale degli Scandals.

## Spettacoli teatrali
- The Echo (Broadway, 17 agosto 1910)
- Ziegfeld Follies of 1911 (Broadway, 26 giugno 1911)
- A Night with the Pierrots / Sesostra / The Whirl of Society (Broadway, 5 marzo 1912)
- Who's Who? (Broadway, 11 settembre 1913)
- The Pleasure Seekers (Broadway, 3 novembre 1913)
- Ziegfeld Follies of 1915 (Broadway, 21 giugno 1915)
- Miss 1917 (Broadway, 5 novembre 1917)
- George White's Scandals (1919) (Broadway, 2 giugno 1919)
- George White's Scandals (1920) (Broadway, 7 giugno 1920)
- George White's Scandals (1921) (Broadway, 11 giugno 1921)
- George White's Scandals (1922) (Broadway, 18 agosto 1922)
- George White's Scandals (1923) (Broadway, 18 giugno 1923)

## Filmografia

### Produttore
- Flying High, regia di Charles Reisner (1931)
- Il paradiso delle stelle (George White's Scandals), regia di Thornton Freeland, Harry Lachman, George White (1934)
- George White's 1935 Scandals, regia di George White e, non accreditati, Harry Lachman, James Tinling (1935)
- Le ragazze dello scandalo (George White's Scandals), regia di Felix E. Feist (1945)

### Attore
- Il paradiso delle stelle (George White's Scandals), regia di Thornton Freeland, Harry Lachman, George White (1934)

### Sceneggiatore
- Il paradiso delle stelle (George White's Scandals), regia di Thornton Freeland, Harry Lachman, George White (1934)